# Open innovation
(Henry Chesbrough, 2006)
L'open innovation o innovazione aperta è un modo di gestire l'innovazione in netto contrasto con la gestione tradizionale dei laboratori di ricerca delle corporation, caratterizzata dalla segretezza delle scoperte e senza dunque aperture. L'open innovation è anche un mindset, un modo di concepire le attività di ricerca e sviluppo nell'era dell'informazione e della globalizzazione basato sull'apertura.
Questo nuovo contesto economico, tecnologico e sociale in cui la convergenza delle tecnologie mercato ha reso il processo di innovazione maggiormente rischioso e i mercati integrati hanno abbassato la vita media dei prodotti, ha stimolato una revisione e un aggiornamento della nozione di innovazione. Tra i primi a rispondere a questa esigenza troviamo Henry Chesbrough che nel saggio “The era of open innovation” (2003), focalizza l'attenzione sulla trasformazione in atto del modello di innovazione tradizionale, che può essere definito come ''closed innovation'', e i nuovi paradigmi che invece spingono verso una apertura nella ricerca di innovazione oltre i confini dell'impresa.

## Modelli tradizionali di innovazione
Il modello tradizionale guardava all'innovazione come uno dei fattori principali di vantaggio concorrenziale nei confronti delle altre aziende che agivano sul mercato. Questo portava da una parte a mantenere alte le barriere con l'esterno, producendo in prima persona, attraverso settori di ricerca e sviluppo interni, innovazioni della quale l'azienda era l'unica proprietaria, generando così un vantaggio competitivo nei confronti dei concorrenti basato sulla commercializzazione della ricerca. Dall'altro lato il ricorso a risorse esterne per migliorare e arricchire la ricerca interna veniva ridotto ai minimi termini visto che l'accento veniva posto sull'importanza di governare in termini “proprietari” tale processo, investendo maggiormente sulla attività di tutela della proprietà intellettuale.

## Modello di innovazione aperta
Numerosi sono i fattori specifici che hanno stimolato una revisione e aggiornamento del concetto di innovazione. Alcune dinamiche, determinate del cambiamento dei mercati e dei modelli economici, hanno reso svantaggioso e vulnerabile il modello tradizionale. Con la mobilità data dal nuovo mercato del lavoro sta diventando sempre più difficile trattenere le conoscenze e i talenti all'interno delle mura aziendali, ed anche i mercati dei capitali, stanno maggiormente investendo su proposte di business fondate su combinazioni di saperi e apporti diversi. Inoltre si sta affermando come modello organizzativo di successo la filiera e le relazioni orizzontali tra imprese. Questo ha portato le aziende verso una apertura, da qui “open innovation” sia nella ricerca delle competenze sia per quanto riguarda innovazione e ricerca.
Non si ritiene che sia più necessario sviluppare internamente la ricerca per generare valore, ma la tendenza è quella di puntare su di un modello di business che sappia sfruttare e valorizzare al meglio le migliori innovazioni che il mercato offre all'esterno, trasferendole all'interno del nostro modello di business. La creazione di valore passa così da essere il risultato della trasformazione interna di input in output, nella sintesi migliore tra risorse interne ed esterne. L'innovazione chiusa offre benefici nel momento in cui la rete interna è molto estesa da possedere tutte le risorse per poter sviluppare con continuità nuovi prodotti o servizi, quando però questo viene a mancare diventa più vantaggioso per l'azienda mettere in atto un networking che includa agenti esterni come università, start-up, istituti pubblici e privati, fornitori esterni, creando un flusso mobile di informazione e scambio più adattabile alla situazione attuale.
Inoltre, l'utilizzo di risorse esterne permette una riduzione del processo che intercorre dall'ideazione di un prodotto alla sua effettiva commercializzazione. Per il passaggio da un modello tradizionale a quello dell'open innovation è stato di fondamentale importanza l'incremento sostanziale del numero di risorse esterne a cui le aziende possono attingere ed i soggetti utili alla cooperazione e collaborazione.
Poiché l’Open Innovation include un'ampia gamma di fonti interne ed esterne come fonte di innovazione, essa può essere analizzata non solo a livello aziendale, ma anche a livello inter-organizzativo, intra-organizzativo, extra-organizzativo e a livello di settore industriale, ecosistema regionale o ecosistema sociale. Studi recenti inoltre evidenziato come l’Open Innovation scaturisca da decisioni a livello individuale (decisori aziendali, manager e imprenditori), il suo lato umano e cognitivo e il modo in cui i decisori costruiscono la scelta tra l'implementazione dell'Open Innovation e approcci più tradizionali all'innovazione (ad esempio, l'innovazione chiusa).

## Svantaggi
Si può riconoscere che collaborare con altre aziende comporta degli svantaggi:
- minore capacità di appropriarsi dell’innovazione, in quanto non si ha più il diritto a brevettare se l’innovazione è già stata divulgata. Tuttavia l'innovazione può essere brevettata prima di divulgarla da uno o più delle parti che collaborano allo sviluppo dell'innovazione in base al contratto stipulato per la collaborazione;
- la ripartizione dei margini di guadagno ex ante è molto difficile da individuare;
- minore incentivo ad innovare, in quanto collaborare richiede lunghi tempi di sviluppo (una soluzione alternativa potrebbe essere acquistare un’innovazione già testata e funzionante sul mercato, ma solo se si hanno capacità di assorbimento);
- aumento dei costi di coordinamento, costi relativi al contratto con i partner e la gestione delle varie risorse.

## Edizioni italiane
I primi due casi di implementazione di strategie di open innovation analizzati in Italia sono stati quello di Italcementi e del Centro di Ricerca FIAT.